# Siergiej Dołmatow
Siergiej Wiktorowicz Dołmatow, ros. Сергей Викторович Долматов (ur. 20 lutego 1959 w Kisielowsku) – rosyjski szachista i trener szachowy, arcymistrz od 1982 roku.

## Kariera szachowa
Rozwojem jego szachowego talentu zajmował się wychowawca arcymistrzów, trener Mark Dworecki. Dwukrotnie, w 1977 i 1978 roku, Dołmatow był wicemistrzem Europy juniorów. W 1978 roku w Grazu zdobył tytuł mistrza świata juniorów. W latach osiemdziesiątych brał udział w wielu turniejach międzynarodowych wysokiej rangi, w których odnosił znaczące sukcesy. Zwyciężył lub podzielił I miejsca, między innymi, w turniejach w Amsterdamie (w 1979 roku), Bukareszcie (1981), Frunze (1983), Barcelonie (1983), Tallinnie (1985), Soczi (1988), Moskwie (1989), Reykjavíku (1990) i Hastings (1990). W silnie obsadzonym turnieju w Taszkencie w 1980 roku zajął drugie miejsce za Aleksandrem Bielawskim. Podobny wynik uzyskał w 1982 roku w Mińsku, wyprzedzony jedynie przez Witalija Cieszkowskiego. W tym czasie uczestniczył również w pięciu finałach mistrzostw Związku Radzieckiego. W 1987 był sekundantem Garriego Kasparowa w jego meczu o mistrzostwo świata z Anatolijem Karpowem, zajął również II miejsce w memoriale Akiby Rubinsteina w Polanicy-Zdroju.
W 1990 roku awansował do turnieju międzystrefowego w Manili, gdzie znalazł się w doborowej stawce jedenastu szachistów, którzy awansowali do meczów pretendentów. W pierwszym meczu w Wijk aan Zee (1991) spotkał się z Arturem Jusupowem. Mecz miał bardzo wyrównany przebieg i zakończył się, po dogrywce, wygraną Jusupowa 6½ – 5½. W 1992 roku Dołmatow reprezentował Rosję na olimpiadzie szachowej w Manili, gdzie zdobył wraz z drużyną złoty medal. W 1993 roku w Groningen był o krok od zakwalifikowania się do meczów pretendentów, jednak zabrakło mu pół punktu. Był to turniej międzystrefowy w ramach mistrzostw świata organizowanych przez Stowarzyszenie Zawodowych Szachistów (PCA). W 1999 roku w Las Vegas brał udział w mistrzostwach świata FIDE, rozgrywanych systemem pucharowym. Awansował do drugiej rundy, w której został pokonany przez Wiktora Korcznoja. Po raz drugi w MŚ systemem pucharowym uczestniczył w 2004 r. w Trypolisie, jednak już w I rundzie przegrał z Ołeksandrem Moisejenką i został wyeliminowany.
Najwyższy ranking w karierze osiągnął 1 lipca 1993 r., z wynikiem 2630 punktów dzielił wówczas 23-26. miejsce na światowej liście FIDE. Pod koniec lat 90. w znacznym stopniu ograniczył swoją aktywność turniejową.